# أغاف التلال
أغاف التلال (الاسم العلمي:Agave collina) هو نوع من النباتات يتبع جنس الأغاف من الفصيلة الهليونية.